# Timothy Hannem
Pour les articles homonymes, voir TIM.
Timothy Hannem, né le 14 avril 1979 à Agen, est un illustrateur, blogueur et photographe amateur français.

## Biographie
Timothy « Tim » Hannem est né le 14 avril 1979 à Agen. Il grandit à Fresnes et obtient un bac en arts appliqués en 1998 au lycée Adolphe Cherioux à Vitry-sur-Seine. En 2000, au même lycée, il obtient un BTS en architecture d'intérieur,. Par la suite, il effectue de nombreux petits boulots avant de devenir intérimaire. Il raconte ces petits boulots et ses aventures en intérim dans les deux tomes de Quotidien Survival, une bande dessinée autoéditée à 300 exemplaires entre 2007 et 2010, puis publiée chapitre par chapitre de mars à juillet 2012. De 2012 à 2014, il publie en ligne Un feutre dans ma limonade, « récit autobiographique » réalisé avec des feutres pour enfants (outil qu’il utilise depuis l’ouverture du blog A Cup of Tim en 2008). En 2015, Quotidien Survival est rééditée aux Éditions Lapin.
Depuis janvier 2008, il anime le blog de bande dessinée A Cup of Tim. Il est également l'auteur de deux sites humoristiques : Je suis Gothique, site parodiant le mouvement gothique, et Vive les Racailles, site basé sur la même formule dans une version « racaille ». Il est également l'auteur des sites web Tubulamarok et Glauque-Land, récits de visites de lieux abandonnés. L'exploration urbaine (« urbex ») est une passion depuis l'enfance.
En mars 2016 sort chez Arthaud URBEX : 50 Lieux Secrets et Abandonnés en France, adaptation de son site Glauque-Land (photos et textes) avec en complément des illustrations réalisées pour l'occasion. En septembre 2016 sort Promenade aux Éditions Lapin, recueil d’une histoire sans paroles dessinée de 2008 à 2016 sur le blog A Cup of Tim. En 2019 sortent les deux premiers tomes de Un Feutre dans ma Limonade aux Éditions Lapin, ainsi que le livre pour enfants L'Œil du Cartable. En 2019 sort URBEX Europe : 35 Lieux Secrets et Abandonnés en France et en Europe, poursuivant sa thématique sur l'exploration urbaine.
En 2021 sort CANEVAS aux Éditions Lapin, une bande dessinée transmédia dont les chapitres pairs (en couleur) sont publiés sur Internet, les chapitres impairs (en noir et blanc) étant à découvrir dans la version papier qui contient les chapitres couleur et noir et blanc entremêlés.
En 2023 sort Glauque-Land, 25 ans d'Urbex en France aux Éditions Albin Michel, livre brossant un panorama de son activité d'explorateur urbain depuis la fin des années 90. Préfacé par Yves Marchand & Romain Meffre, ce troisième ouvrage sur ce thème a la particularité de faire parler les personnes ayant habité les lieux abandonnés présentés dans le livre via des pages de journaux intimes fictives.
En 2024 il présente à l'écomusée de Fresnes l'exposition Urbex, Racines et Fragments: photographies, illustrations, planches de bds et vidéos de lieux explorés à Fresnes et autour de Fresnes, de la fin des années 1990 à nos jours. En 2025 il réalise trois illustrations dans le livre Chaman Urbex de Maxime Fontaine.

## Publications

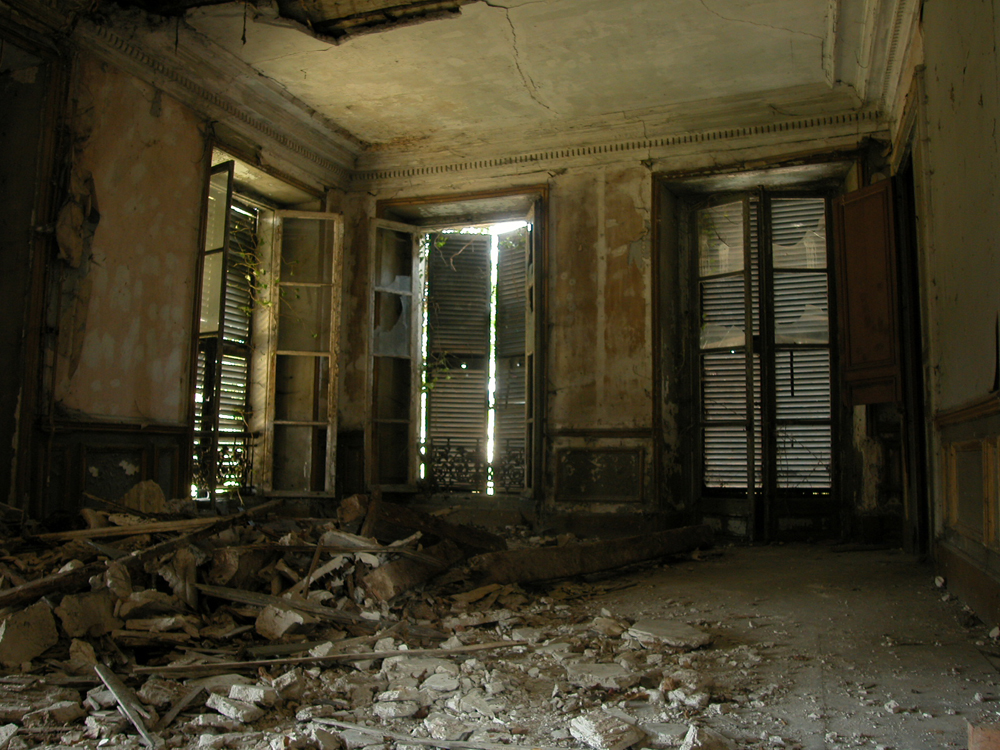
Exemple d'une photographie d'exploration urbaine prise par Timothy Hannem pour son site Glauque-Land.

- Le Masque de la Mort Rouge, adaptation animée de la nouvelle d'Edgar Allan Poe, 2005.
- Quotidien Survival : Tome 1 : Les p'tits boulots, auto-édition, 2006.
- Quotidien Survival : Tome 2 : L'intérim, auto-édition, 2007.
- Une culture de l’ombre, à la rencontre des Gothiques, Éditions Luciférines, 2013.
- Un Feutre dans ma Limonade, auto-édition, 2012 à 2014.
- Quotidien Survival , Lapin Éditions, réédition des tomes 1, 2 et 3, 2015.
- Anthologie : Maisons Hantées, Éditions Luciférines, 2015.
- URBEX : 50 Lieux Secrets et Abandonnés en France, Éditions Arthaud, 2016.
- Promenade, Lapin Éditions, 2016.
- URBEX Europe : 35 Lieux Secrets et Abandonnés en France et en Europe, Arthaud, 2019.
- L'Oeil du Cartable, Lapin Éditions, 2019.
- Un Feutre dans ma Limonade - Tome I, Lapin Éditions, 2019.
- Un Feutre dans ma Limonade - Tome II, Lapin Éditions, 2020.
- Un Feutre dans ma Limonade - Tome III, Lapin Éditions, 2021.
- Canevas, Lapin Éditions, 2021.
- Glauque-Land, 25 ans d'Urbex en France, Éditions Albin Michel, 2023.
- Chaman Urbex (illustrations), Maxime Fontaine, Editions Scrinéo, 2025.

## Expositions
- Urbex, racines et fragments : le monde de Timothy Hannem, Ecomusée de Fresnes, 2024.